# Erzbistum Regina
Das Erzbistum Regina (lateinisch Archidioecesis Reginatensis, englisch Archdiocese of Regina) ist eine in Kanada gelegene römisch-katholische Erzdiözese mit Sitz in Regina.

## Geschichte
Das Erzbistum Regina wurde am 4. März 1910 durch Papst Pius X. aus Gebietsabtretungen des Erzbistums Saint-Boniface als Bistum Regina errichtet. Am 4. Dezember 1915 wurde das Bistum Regina durch Papst Benedikt XV. zum Erzbistum erhoben. Das Erzbistum Regina gab am 31. Januar 1930 Teile seines Territoriums zur Gründung des Bistums Gravelbourg ab. Am 14. September 1998 wurde ein Teil des Territoriums des aufgelösten Bistums Gravelbourg wieder an das Erzbistum Regina angegliedert.

## Ordinarien

### Bischöfe von Regina
- 1911–1915 Olivier Elzéar Mathieu

### Erzbischöfe von Regina
- 1915–1929 Olivier Elzéar Mathieu
- 1930–1934 James Charles McGuigan, dann Erzbischof von Toronto
- 1935–1947 Peter Joseph Monahan
- 1947–1973 Michael Cornelius O’Neill
- 1973–1994 Charles Aimé Halpin
- 1995–2005 Peter Joseph Mallon
- 2005–2016 Daniel Bohan
- 2016–0000 Donald Bolen